# Elabra presa
Elabra presa är en insektsart som beskrevs av Irena Dworakowska 1994. Elabra presa ingår i släktet Elabra och familjen dvärgstritar.
Artens utbredningsområde är Venezuela. Inga underarter finns listade i Catalogue of Life.